# Joe Nieuwendyk
Joseph „Joe” Nieuwendyk (ur. 10 września 1966 w Oshawa) – kanadyjski zawodowy hokeista na lodzie. Przez 20 sezonów gry w National Hockey League (NHL) występował w zespołach Calgary Flames, Dallas Stars, New Jersey Devils, Toronto Maple Leafs i Florida Panthers. Zdobywca Pucharu Stanleya z trzema różnymi zespołami – z Calgary Flames w 1989, z Dallas Stars w 1999 i z New Jersey Devils w 2003. Dwukrotny olimpijczyk; w 2002 roku  z Team Canada sięgnął po złoto na XIX Zimowych Igrzyskach Olimpijskich w Salt Lake City. Wprowadzony do Hockey Hall of Fame w 2011. Numer 25, z którym grał w Flames, został zastrzeżony 7 marca 2014.
W 1988 zdobył Trofeum Caldera dla najlepszego rookie sezonu w NHL, zostając jednocześnie drugim debiutantem w historii ze zdobyczą co najmniej 50 bramek. Czterokrotny uczestnik All-Star Game. Nagrodzony Trofeum Kinga Clancy'ego w 1995 za jego cechy przywódcze i działalność charytatywną. W 1999 otrzymał Trofeum Conna Smythe'a dla najbardziej wartościowego zawodnika fazy play-off. W trakcie swojej kariery w NHL rozegrał 1257 spotkań, strzelił 559 bramek i zdobył 1126 punktów.
Przewlekły ból pleców zmusił Nieuwendyka do zakończenia kariery w 2006 roku. Został konsultantem dyrektora generalnego w Florida Panthers, a następnie zastępcą dyrektora generalnego Toronto Maple Leafs. W latach 2009–2013 sam obejmował stanowisko dyrektora generalnego Dallas Stars. W latach 2014–2018 pełnił funkcję skauta i doradcy w Carolina Hurricanes.

## Młodość
Joseph Nieuwendyk urodził się 10 września 1966 w Oshawa w prowincji Ontario, a wychował w sąsiadującym Whitby. Jest najmłodszym z czworga dzieci holenderskich imigrantów, którzy przenieśli się do Kanady w 1958. Gordon (zm. 2015), ojciec Josepha, był właścicielem warsztatu samochodowego w Whitby. Matka Josepha, Joanne, była zapaloną kibicką hokeja. Zmarła na raka żołądka w 1996, trzy miesiące po zdiagnozowaniu nowotworu. „Była wojowniczką [...] Zawsze jest ze mną”, wspominał Joe. Nieuwendyk dorastał w sportowej rodzinie – jego brat Gil był zawodnikiem lacrosse rozgrywanego w hali (box lacrosse), a jego wujek Ed Kea i kuzyn Jeff Beukeboom również grali w National Hockey League. Siostra Wendy (zm. 2015 na raka trzustki) grała w piłkę nożną i uprawiała gimnastykę. Najlepszym przyjacielem Josepha w młodości był Gary Roberts, jego przyszły kolega zespołowy w NHL.
Nieuwendyk grał zarówno w hokeja jak i lacrosse w hali, który w pewnym okresie młodości był jego głównym zajęciem. Uznawano go za najlepszego zawodnika box lacrosse wśród juniorów w Kanadzie. W wieku 15 lat występował w zespole Whitby Warriors z ligi Junior A i został najbardziej wartościowym zawodnikiem turnieju o Minto Cup (puchar dla mistrza rozgrywek juniorskich w lacrosse w Kanadzie) w 1984, w którym poprowadził swój zespół do zwycięstwa. Obecnie Federacja Lacrosse Ontario (Ontario Lacrosse Association) corocznie przyznaje nagrodę im. Joe Nieuwendyka dla najlepszego Junior A rookie sezonu.

## Kariera sportowa

### Czasy uniwersyteckie (1983–1987)
Nieuwendyk, nie będąc wybranym w drafcie przez żadną z drużyn Ontario Hockey League, w sezonie 1983–84 reprezentował barwy Pickering Panthers w rozgrywkach Junior B. Włączony do NHL Entry Draft w 1984, lecz niewybrany, postanowił uczęszczać do Uniwersytetu Cornella, gdzie grał w hokeja i lacrosse dla drużyny uniwersyteckiej Cornell Big Red. Po zdobyciu 39 punktów w 23 meczach w sezonie 1984–85 został uznany najlepszym hokeistą-debiutantem roku w całej Eastern College Athletic Conference (ECAC). W NHL Entry Draft w 1985 został wybrany z 27. numerem przez Calgary Flames, co było możliwe dzięki wcześniejszemu oddaniu przez Flames Kenta Nilssona do Minnesota North Stars. Zawód w Calgary związany z odejściem Nilssona odbił się również na transferze Nieuwendyka, co dobitnie zostało pokazane poprzez nagłówek w lokalnej gazecie brzmiący „Joe Who?” („Kim jest Joe?”), kwestionujący ruchy w kadrze zespołu.
Powracając na uniwersytet na sezon 1985–86 Joseph Nieuwendyk postanowił porzucić lacrosse na rzecz hokeja. Po zdobyciu 42 punktów w 21 meczach został wybrany do pierwszej drużyny All-Star Eastern College Athletic Conference w 1985–86 i najlepszej szóstki NCAA All-American konferencji wschodniej. W ostatnim roku w Cornell został wybrany najbardziej wartościowym zawodnikiem drużyny i ze zdobytymi 52 punktami był najlepiej punktującym zawodnikiem konferencji. Ponownie wybrano go do drużyny All-Star i NCAA All-American. Był też finalistą w walce o nagrodę Hobeya Bakera dla najlepszego hokeisty spośród wszystkich instytucji zrzeszonych w NCAA.
Joseph Nieuwendyk porzucił ostatni rok na uniwersytecie, by przejść na zawodowstwo. Łącznie w 81 meczach z Cornell zdobył 73 gole i 151 punktów. Numer 25, z którym występował w drużynie uniwersyteckiej, został zastrzeżony w 2010, dzieląc z numerem 1 Kena Drydena zaszczyt zastrzeżenia numerów pierwszy raz w historii Uniwersytetu Cornella. W 2011 roku znalazł się wśród 50 najlepszych zawodników w historii ECAC.

### Calgary Flames (1987–1995)
10 marca 1987 Joseph Nieuwendyk zadebiutował w NHL – w meczu z Washington Capitals zdobył wówczas swoją pierwszą bramkę w lidze (bramkarz Caps, Pete Peeters był bezsilny). Wystąpił w 9 meczach sezonu zasadniczego 1986–87, strzelając 5 bramek i notując 1 asystę, oraz w 6 meczach fazy play-off. W pierwszym pełnym sezonie 1987–88 Nieuwendyk zwrócił na siebie uwagę mediów dzięki 32 bramkom w pierwszych 42 meczach, przez co był na dobrej drodze do poprawienia debiutanckiego rekordu 53 bramek Mike'a Bossy'ego. Sezon zakończył z 2 bramkami mniej, ale z liczbą 51 był najskuteczniejszym zawodnikiem w Calgary Flames i dopiero drugim rookie w historii NHL z co najmniej 50 bramkami w jednym sezonie. Zagrał w swoim pierwszym meczu gwiazd NHL, został wybrany do drużyny All-Rookie i zdobył Trofeum Caldera otrzymując najwięcej głosów w plebiscycie na najlepszego rookie sezonu NHL.
Joseph Nieuwendyk ponownie zdobył 51 bramek w sezonie 1988–89, strzelając setną bramkę w 144. meczu. Wówczas była to trzecia w rankingu najszybciej strzelonych setek w NHL, za Mikiem Bossym (129 meczów) i Maurice’em Richardem (134 mecze). Został 3. zawodnikiem w historii ligi strzelającym co najmniej 50 bramek w obu pierwszych sezonach (pozostała dwójka to Mike Bossy i Wayne Gretzky). Z 11 trafieniami prowadził w liczbie zwycięskich bramek (game-winning goals) oraz ustanowił rekord Calgary Flames strzelając 5 bramek w 1. meczu z Winnipeg Jets 11 stycznia 1989. Wystąpił w drugim z trzech z rzędu meczu gwiazd. W play-offach w 1989 zdobył 10 bramek i zanotował 4 asysty, pomagając w zdobyciu przez Flames pierwszego Pucharu Stanleya w historii tej franczyzy. W rozstrzygającym spotkaniu przeciwko Montreal Canadiens, Nieuwendyk asystował przy ostatnim golu w NHL Lanny'ego McDonalda, po wcześniejszym otrzymaniu krążka od Håkana Looba.
W sezonie 1989–90 Nieuwendyk strzelił 45 bramek dzięki czemu został najlepszym strzelcem drużyny w trzecim kolejnym sezonie. Wystąpił w meczu gwiazd notując jedną asystę. W rozgrywkach 1991–92 opuścił pierwsze 11 meczów w wyniku kontuzji kolana podczas letniego obozu przygotowawczego do Canada Cup 1991. Joseph Nieuwendyk rozpoczął sezon jako jedenasty kapitan w historii franczyzy Flames. Zdobył 22 bramki i 56 punktów, w tym 200 bramkę w karierze 3 grudnia 1991, strzelając ją Detroit Red Wings. Jego 230. gol zdobyty przeciwko Tampa Bay Lightning 13 listopada 1992 uplasował go wówczas na 1. miejscu w liczbie zdobytych bramek w historii franczyzy. Wyprzedził tym samym Kenta Nilssona (229).
Sezon 1995–96 Joseph Nieuwendyk rozpoczął będąc niezadowolonym ze swojego kontraktu. Nie mogąc dojść do porozumienia z Flames, skorzystał z arbitrażu, w efekcie którego miał gwarantowany kontrakt wart 1,85 mln CAD. Mimo tego Nieuwendyk chciał renegocjacji umowy w celu jej wydłużenia. Odrzucił ofertę trzyletniego porozumienia z Flames opiewającego na 6 mln CAD. Przy przedłużającym się konflikcie nie dołączył do drużyny na początku sezonu. Odmawiał gry aż do 19 grudnia 1995, kiedy Flames zawarli umowę z Dallas Stars, na mocy której Nieuwendyk został wymieniony za Jarome'a Iginlę i Coreya Millena.

### Dallas Stars (1995–2002)

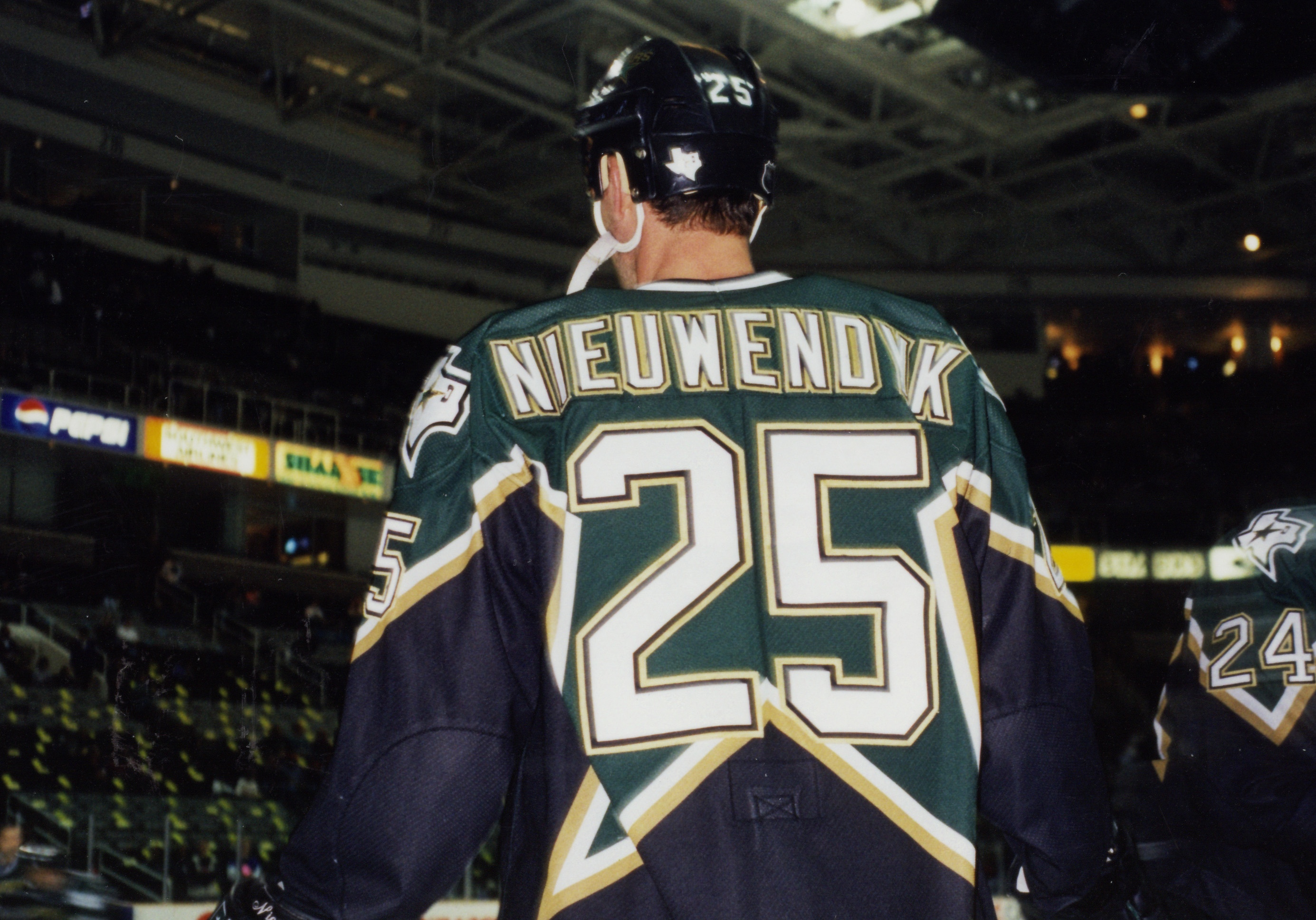
Joseph „Joe” Nieuwendyk w barwach Dallas Stars, 11 czerwca 1999.

Zespół Dallas Stars natychmiast podpisał z Nieuwendykiem trzyletni kontrakt wart 11,3 mln USD. Generalny menedżer drużyny Bob Gainey wyrażał nadzieję, że transfer Nieuwendyka pomoże franczyzie, która została przeniesiona z Minnesoty 3 lata wcześniej, ugruntować jej pozycję w Dallas. Na finiszu rozgrywek Nieuwendyk miał na koncie 14 strzelonych bramek i 32 zdobyte punkty w 52 meczach w barwach Stars.
W sezonie 1996–97 zaliczył 30 trafień mimo opuszczenia pierwszego miesiąca rozgrywek z powodu uszkodzenia chrząstki żebrowej po zderzeniu z Peterem Forsbergiem. W kolejnych rozgrywkach strzelił 39-krotnie, ale ponownie został wyłączony z gry w play-offach. W pierwszym meczu pierwszej serii przeciwko San Jose Sharks, Nieuwendyk zerwał więzadło krzyżowe w prawym kolanie po bodiczeku Bryana Marchmenta. Konieczne było przeprowadzenie operacji dwóch kolan (lewe było kontuzjowane 8 lat wcześniej). Trwająca 6 miesięcy przerwa w grze, konieczna do zaleczenia urazu, zmusiła Josepha do opuszczenia początku sezonu 1998-99.
Sezon zasadniczy ukończył z 28 golami i 55 punktami w 67 meczach, do których dołożył kolejnych 11 bramek i 10 asyst w play-offach w 1999. Dotarł ze swoim zespołem do finału, w którym Stars pokonali Buffalo Sabres 4–2, zdobywając pierwszy Puchar Stanleya w historii franczyzy. 6 z jego 11 bramek w fazie pucharowej było decydującymi o zwycięstwie, co również zdeterminowało zdobycie przez Nieuwendyka Trofeum Conna Smythe'a dla MVP play-off. Kontuzje ponownie ograniczyły występy Nieuwendyka w sezonie 1999-2000. Opuścił 10 spotkań przez stłuczenie klatki piersiowej, by tydzień po powrocie na lodowisko doznać zwichnięcia prawego stawu barkowego, które wyłączyło go z gry na kilka tygodni. W sezonie zasadniczym wystąpił w zaledwie 47 spotkaniach, ale dodał do nich 23 w fazie play-off docierając ze Stars do finału Pucharu Stanleya w 2000. Drużyna z Dallas jednak przegrała serię w 6 meczach z New Jersey Devils.
Joseph Nieuwendyk swój 1000. mecz w karierze rozegrał 20 stycznia 2002 wyjeżdżając na taflę w spotkaniu z Chicago Blackhawks. 2 miesiące później, 19 marca 2002, został oddany razem z Jamiem Langenbrunnerem do New Jersey Devils w zamian za Jasona Arnotta, Randy'ego McKaya i wybór w 1. rundzie Entry Draft w 2002.

### New Jersey, Toronto i Floryda (2002–2006)
New Jersey Devils, którzy sięgnęli po Puchar Stanleya w 2000 i dotarli do finału w kolejnym sezonie, pozyskali Nieuwendyka na niedługo przed play-offami 2002. Z Diabłami w rozgrywkach zasadniczych Joseph zdołał rozegrać 14 meczów punktując 11 razy, ale Devils zostali wyeliminowani w pierwszej rundzie przez Carolina Hurricanes. W sezonie 2002–2003 osiągnął 2 kamienie milowe. 17 stycznia 2003 strzelił swojego 500. gola w karierze, pokonując golkipera Hurricanes Kevina Weeksa. 23 lutego 2003 zdobył 1000. punkt w zwycięskim meczu z Pittsburgh Penguins. Joseph Nieuwendyk dotarł z drużyną Devils do finału Pucharu Stanleya, ale sam doznał kontuzji biodra, która nie pozwoliła mu wystąpić w najważniejszej serii sezonu. Devils pokonali drużynę Mighty Ducks of Anaheim, zdobywając najważniejsze trofeum ligi po raz trzeci w historii franczyzy. Dla Nieuwendyka był to trzeci Puchar Stanleya, każdy zdobyty z inną drużyną.
We wrześniu 2003 Nieuwendyk, będąc wówczas wolnym agentem, podpisał roczny kontrakt z Toronto Maple Leafs na sezon 2003-04. Dla Klonowych Liści strzelił 22 gole w sezonie przerywanym kontuzjami mięśni brzucha i pleców, które ograniczyły liczbę jego występów do 64. Kontuzja pachwiny wyłączyła Nieuwendyka z większości meczów drugiej serii fazy play-off przegranej z Philadelphia Flyers. 30 czerwca 2004 Leafs przedłużyli umowę z Nieuwendykiem na kolejny sezon, który, jak się później okazało, nie odbył się ze względu na lokaut. Obawiano się, że mógł on zakończyć karierę 38-letniego zawodnika.
Po wznowieniu ligi w sezonie 2005–06 drużyna Florida Panthers zamierzała wzmocnić siłę ofensywną swojej drużyny weteranami. Pantery podpisały z Nieuwendykiem i Robertsem, którzy wcześniej występowali razem w Calgary i Toronto i razem chcieli zakończyć karierę, 2-letnie kontrakty na sumę 4,5 mln dolarów. Nieuwendyk pojawił się w 65 spotkaniach, w których zdobył 26 bramek i 56 punktów. W kolejnym sezonie 2006–07 zdołał zagrać w 15 meczach, zanim chroniczny ból pleców zmusił go do włączenia do injury reserve. 7 grudnia 2006, po opuszczeniu 14 meczów, Nieuwendyk ogłosił zakończenie kariery.

### Reprezentacja
Jako członek juniorskiej reprezentacji Kanady na Mistrzostwach Świata Juniorów w 1986 odbywających się w Hamilton w Kanadzie, Nieuwendyk strzelił 5 goli w 7 meczach, pomagając Kanadzie w zdobyciu srebrnego medalu. 12 punktów w turnieju uplasowało go ex aequo na 3. miejscu w klasyfikacji strzelców i 4. w wśród punktujących. Rok później Nieuwendyk dołączył do seniorskiej reprezentacji Kanady na Calgary Cup, 4-drużynowym turnieju pokazowym, rozegranym przed XV Zimowymi Igrzyskami Olimpijskimi w 1988 w Calgary. Strzelał w dwóch pierwszych, przegranych meczach – z USA (bramka na 3–1 przy wyniku końcowym 3–5) i z Czechosłowacją (bramka na 3–5 przy wyniku końcowym 3–6). W meczu o brąz Team Canada pokonała reprezentację Stanów Zjednoczonych 6-1. Ten sukces nie został powtórzony i na samych igrzyskach olimpijskich Kanada znalazła się poza podium, zajmując 4. miejsce. Joseph Nieuwendyk ponownie dołączył do drużyny seniorskiej na Mistrzostwa Świata w Hokeju na Lodzie 1990, ale z powodu kontuzji kolana wystąpił tylko w 1 meczu. Został również powołany na Canada Cup w 1991, ale w związku z kolejną kontuzją kolana nie wystąpił w żadnym meczu turnieju. Wszedł w skład kanadyjskiego dream teamu na turniej olimpijski w 1998. W 6 meczach zdobył 2 bramki i 3 asysty, ale był też jednym z kilku Kanadyjczyków powstrzymanych przez Dominika Haška w rzutach karnych w półfinale (shootout). W meczu o brąz Kanadyjczycy przegrali 3–2 z Finlandią, ostatecznie kończąc turniej na 4. miejscu. Na turnieju olimpijskim w 2002 Nieuwendyk grał u boku Brendana Shanahana i Theorena Fleury'ego w trzeciej linii (checking line) reprezentacji Kanady. Strzelił jedną bramkę, pomagając w zdobyciu pierwszego od 50 lat złotego medalu olimpijskiego.

## Kariera menedżerska
Pozostając związanym z NHL po zakończeniu kariery zawodowej, w 2007 Nieuwendyk został konsultantem Jacques'a Martina, dyrektora generalnego Florida Panthers. Po sezonie, w 2008 opuścił Pantery by zostać zastępcą dyrektora generalnego Maple Leafs, Cliffa Fletchera. Pełnił również rolę zastępcy dyrektora generalnego reprezentacji Kanady, która wywalczyła srebrny krążek na mistrzostwach świata w 2009. 1 czerwca 2009 został dyrektorem generalnym drużyny Dallas Stars. Ruchy transferowe, za które odpowiadał Nieuwendyk, były często ograniczane przez problemy finansowe właściciela drużyny, Toma Hicksa. Jedną z decyzji podjętych przez Nieuwendyka w ciągu 2 lat pracy jako dyrektor generalny Stars  było umożliwienie odejścia wieloletniemu kapitanowi Mike'owi Моdanо. Nieuwendyk powiedział wtedy: „drużyna chciała dać mu możliwość przejścia na emeryturę właśnie w Dallas, w końcu to u nas spędził 20 lat, podczas których oddał serce i zdrowie na lodzie dla dobra wyników”. Zaznaczył też, że decyzja ta była trudna, ponieważ jeszcze jako zawodnik grał z Моdanо i uważał go za swojego przyjaciela. Po zakończeniu sezonu 2012-2013 Nieuwendyk został zwolniony z funkcji dyrektora generalnego Gwiazd. Właściciel drużyny Tom Gaglardi oświadczył, że chce „poprowadzić tę organizację w innym kierunku”. 3 września 2014 zarządzający Carolina Hurricanes poinformowali o zatrudnieniu go na stanowisku skauta i doradcy. Z funkcji tej zrezygnował 30 kwietnia 2018, po zwolnieniu Rona Francisa ze stanowiska President of Hockey Operations zespołu z Karoliny Północnej.

## Życie prywatne
Joe Nieuwendyk z żoną Tiną (z domu Gemmell) mają troje dzieci: córki Tyrę i Kaycee oraz syna Jacksona. Nieuwendyk odgrywał kluczową rolę w większości działań charytatywnych i humanitarnych podejmowanych przez Calgary Flames. W trakcie kariery i po jej zakończeniu działał na rzecz zwierząt, był rzecznikiem Society for the Prevention of Cruelty to Animals (SPCA). Był honorowym przewodniczącym Foothills Hospital Foundation.

## Statystyki

### Sezon zasadniczy i play-off
M = rozegrane mecze; G = Gole; A = asysty; Pkt = punkty; Min = minuty na ławce kar
|           |                     |           |                                          | Sezon zasadniczy                         | Sezon zasadniczy                         | Sezon zasadniczy                         | Sezon zasadniczy                         | Sezon zasadniczy                         |                                          | Play-off                                 | Play-off                                 | Play-off                                 | Play-off                                 | Play-off |
| Sezon     | Drużyna             | Liga      | M                                        | G                                        | A                                        | Pkt                                      | Min                                      | M                                        | G                                        | A                                        | Pkt                                      | Min                                      |                                          |          |
| --------- | ------------------- | --------- | ---------------------------------------- | ---------------------------------------- | ---------------------------------------- | ---------------------------------------- | ---------------------------------------- | ---------------------------------------- | ---------------------------------------- | ---------------------------------------- | ---------------------------------------- | ---------------------------------------- | ---------------------------------------- | -------- |
| 1983–84   | Pickering Panthers  | OHA Jr. B | 38                                       | 30                                       | 28                                       | 58                                       | 35                                       | —                                        | —                                        | —                                        | —                                        | —                                        |                                          |          |
| 1984–85   | Cornell Big Red     | ECAC      | 29                                       | 21                                       | 24                                       | 45                                       | 30                                       | —                                        | —                                        | —                                        | —                                        | —                                        |                                          |          |
| 1985–86   | Cornell Big Red     | ECAC      | 21                                       | 21                                       | 21                                       | 42                                       | 45                                       | —                                        | —                                        | —                                        | —                                        | —                                        |                                          |          |
| 1986–87   | Cornell Big Red     | ECAC      | 23                                       | 26                                       | 26                                       | 52                                       | 26                                       | —                                        | —                                        | —                                        | —                                        | —                                        |                                          |          |
| 1986–87   | Calgary Flames      | NHL       | 9                                        | 5                                        | 1                                        | 6                                        | 0                                        | 6                                        | 2                                        | 2                                        | 4                                        | 0                                        |                                          |          |
| 1987–88   | Calgary Flames      | NHL       | 75                                       | 51                                       | 41                                       | 92                                       | 23                                       | 8                                        | 3                                        | 4                                        | 7                                        | 2                                        |                                          |          |
| 1988–89   | Calgary Flames      | NHL       | 77                                       | 51                                       | 31                                       | 82                                       | 40                                       | 22                                       | 10                                       | 4                                        | 14                                       | 10                                       |                                          |          |
| 1989–90   | Calgary Flames      | NHL       | 79                                       | 45                                       | 50                                       | 95                                       | 40                                       | 6                                        | 4                                        | 6                                        | 10                                       | 4                                        |                                          |          |
| 1990–91   | Calgary Flames      | NHL       | 79                                       | 45                                       | 40                                       | 85                                       | 36                                       | 7                                        | 4                                        | 1                                        | 5                                        | 10                                       |                                          |          |
| 1991–92   | Calgary Flames      | NHL       | 69                                       | 22                                       | 34                                       | 56                                       | 55                                       | —                                        | —                                        | —                                        | —                                        | —                                        |                                          |          |
| 1992–93   | Calgary Flames      | NHL       | 79                                       | 38                                       | 37                                       | 75                                       | 52                                       | 6                                        | 3                                        | 6                                        | 9                                        | 10                                       |                                          |          |
| 1993–94   | Calgary Flames      | NHL       | 64                                       | 36                                       | 39                                       | 75                                       | 51                                       | 6                                        | 2                                        | 2                                        | 4                                        | 0                                        |                                          |          |
| 1994–95   | Calgary Flames      | NHL       | 46                                       | 21                                       | 29                                       | 50                                       | 33                                       | 5                                        | 4                                        | 3                                        | 7                                        | 0                                        |                                          |          |
| 1995–96   | Dallas Stars        | NHL       | 52                                       | 14                                       | 18                                       | 32                                       | 41                                       | —                                        | —                                        | —                                        | —                                        | —                                        |                                          |          |
| 1996–97   | Dallas Stars        | NHL       | 66                                       | 30                                       | 21                                       | 51                                       | 32                                       | 7                                        | 2                                        | 2                                        | 4                                        | 6                                        |                                          |          |
| 1997–98   | Dallas Stars        | NHL       | 73                                       | 39                                       | 30                                       | 69                                       | 30                                       | 1                                        | 1                                        | 0                                        | 1                                        | 0                                        |                                          |          |
| 1998–99   | Dallas Stars        | NHL       | 67                                       | 28                                       | 27                                       | 55                                       | 34                                       | 23                                       | 11                                       | 10                                       | 21                                       | 19                                       |                                          |          |
| 1999–00   | Dallas Stars        | NHL       | 48                                       | 15                                       | 19                                       | 34                                       | 26                                       | 23                                       | 7                                        | 3                                        | 10                                       | 18                                       |                                          |          |
| 2000–01   | Dallas Stars        | NHL       | 69                                       | 29                                       | 23                                       | 52                                       | 30                                       | 7                                        | 4                                        | 0                                        | 4                                        | 4                                        |                                          |          |
| 2001–02   | Dallas Stars        | NHL       | 67                                       | 23                                       | 24                                       | 47                                       | 18                                       | —                                        | —                                        | —                                        | —                                        | —                                        |                                          |          |
| 2001–02   | New Jersey Devils   | NHL       | 14                                       | 2                                        | 9                                        | 11                                       | 4                                        | 5                                        | 0                                        | 1                                        | 1                                        | 0                                        |                                          |          |
| 2002–03   | New Jersey Devils   | NHL       | 80                                       | 17                                       | 28                                       | 45                                       | 56                                       | 17                                       | 3                                        | 6                                        | 9                                        | 4                                        |                                          |          |
| 2003–04   | Toronto Maple Leafs | NHL       | 64                                       | 22                                       | 28                                       | 50                                       | 26                                       | 9                                        | 6                                        | 0                                        | 6                                        | 4                                        |                                          |          |
| 2004–05   | Toronto Maple Leafs | NHL       | Sezon nie odbył się ze względu na lokaut | Sezon nie odbył się ze względu na lokaut | Sezon nie odbył się ze względu na lokaut | Sezon nie odbył się ze względu na lokaut | Sezon nie odbył się ze względu na lokaut | Sezon nie odbył się ze względu na lokaut | Sezon nie odbył się ze względu na lokaut | Sezon nie odbył się ze względu na lokaut | Sezon nie odbył się ze względu na lokaut | Sezon nie odbył się ze względu na lokaut | Sezon nie odbył się ze względu na lokaut |          |
| 2005–06   | Florida Panthers    | NHL       | 65                                       | 26                                       | 30                                       | 56                                       | 46                                       | —                                        | —                                        | —                                        | —                                        | —                                        |                                          |          |
| 2006–07   | Florida Panthers    | NHL       | 15                                       | 5                                        | 3                                        | 8                                        | 4                                        | —                                        | —                                        | —                                        | —                                        | —                                        |                                          |          |
| NHL razem | NHL razem           | NHL razem | 1257                                     | 564                                      | 562                                      | 1126                                     | 677                                      | 158                                      | 66                                       | 50                                       | 116                                      | 91                                       |                                          |          |

### Międzynarodowe
| Rok   | Drużyna     | Turniej |    | M | G  | A  | Pkt | Kary |
| ----- | ----------- | ------- | -- | - | -- | -- | --- | ---- |
| 1986  | Kanada U-20 | MŚJ     | 7  | 5 | 7  | 12 | 6   |      |
| 1990  | Kanada      | MŚ      | 1  | 0 | 0  | 0  | 0   |      |
| 1998  | Kanada      | IO      | 6  | 2 | 3  | 5  | 2   |      |
| 2002  | Kanada      | IO      | 6  | 1 | 1  | 2  | 0   |      |
| Razem | Razem       | Razem   | 20 | 8 | 11 | 19 | 8   |      |

## Nagrody i osiągnięcia
W 1995 Nieuwendyk otrzymał Trofeum Kinga Clancy'ego za cechy przywódcze oraz działalność charytatywną. W 1999 nagrodzony Trofeum Conna Smythe'a dla najbardziej wartościowego zawodnika fazy play-off. Czterokrotny uczestnik All-Star Game. W 2011 został wprowadzony do Hockey Hall of Fame. 7 marca 2014 numer 25, z którym występował w zespole Płomieni został zastrzeżony, poprzez włączenie zawodnika do utworzonego w 2012 programu „Forever a Flame”, powstałego w celu uhonorowania członków tej organizacji. Zastąpił on dotychczasową ceremonię zastrzegania numeru, będąc największym zaszczytem, jakiego może dostąpić zawodnik zespołu z Calgary. Zdobywca Pucharu Stanleya z trzema różnymi zespołami – z Calgary Flames w 1989, z Dallas Stars w 1999 i z New Jersey Devils w 2003.
| Trofeum                                                    | Rok     | Przypis |
| ---------------------------------------------------------- | ------- | ------- |
| Debiutant roku ECAC                                        | 1984–85 | [ 18 ]  |
| Pierwsza drużyna All-ECAC Hockey                           | 1986–87 | [ 18 ]  |
| Pierwsza drużyna AHCA All-American (konferencja wschodnia) | 1986–87 | [ 18 ]  |
| Gracz roku ECAC                                            | 1986–87 | [ 18 ]  |

| Trofeum                  | Rok                    | Przypis                     |
| ------------------------ | ---------------------- | --------------------------- |
| Trofeum Caldera          | 1987–88                | [ 74 ]                      |
| NHL All-Rookie Team      | 1987–88                | [ 74 ]                      |
| Trofeum Kinga Clancy'ego | 1994–95                | [ 74 ]                      |
| Trofeum Conna Smythe'a   | 1999                   | [ 18 ]                      |
| Puchar Stanleya          | 1989, 1999, 2003       | [ 18 ]                      |
| Mecz Gwiazd NHL          | 1988, 1989, 1990, 1994 | [ 75 ] [ 76 ] [ 24 ] [ 77 ] |